# Drosophila salpina
Drosophila salpina är en tvåvingeart som beskrevs av Chen 1994. Drosophila salpina ingår i släktet Drosophila och familjen daggflugor.
Artens utbredningsområde är provinsen Sichuan i Kina.